# Mijnstaat Zuid-Kasaï
Mijnstaat Zuid-Kasaï (Frans: État minier du Sud-Kasaï) was een onerkend afscheidingsstaatje binnen de Republiek Congo (de huidige Democratische Republiek Congo) dat semi-onafhankelijk was tussen 1960 en 1962. Aanvankelijk voorgesteld als alleen een provincie, zocht Zuid-Kasai volledige autonomie onder vergelijkbare omstandigheden als de veel grotere buurstaat Katanga, in het zuiden, tijdens de politieke onrust die voortkwam uit de onafhankelijkheid van Belgisch-Congo, bekend als de Congocrisis. In tegenstelling tot Katanga verklaarde Zuid-Kasai echter niet expliciet volledige onafhankelijkheid van de Republiek Congo of verwierp het Congolese soevereiniteit.
De leider van Zuid-Kasai en belangrijkste pleitbezorger, Albert Kalonji, die een factie van de nationalistische beweging (het Mouvement National Congolais-Kalonji of MNC-K) had vertegenwoordigd voor de dekolonisatie, speelde in op etnische spanningen tussen zijn eigen etnische groep, de Baluba, en de Bena Lulua om een Luba-gerichte staat te creëren in het traditionele hartland van de groep in het zuidoosten van de regio Kasai. Toen er sektarisch geweld uitbrak in het hele land, verklaarde de staat zijn afscheiding van Congo op 9 augustus 1960 en zijn regering riep de Baluba op die elders in Congo woonden om terug te keren naar hun "thuisland". Kalonji werd president benoemd. Hoewel de regering van Zuid-Kasai beweerde een autonoom onderdeel te vormen van een federaal Congo-breed staatsbestel, oefende het een mate van regionale autonomie uit en produceerde het zelfs zijn eigen grondwet en postzegels. De staat, gesteund door buitenlandse machten, met name België, en gefinancierd door de export van diamanten, wist tal van crises het hoofd te bieden, waaronder die veroorzaakt door de grote emigratie van Luba-vluchtelingen, maar werd steeds militaristischer en repressiever.
Kort na zijn afscheiding botsten Zuid-Kasai en Congolese troepen nadat de centrale regering van Congo een offensief tegen hen had bevolen. De resulterende campagne, gepland als de eerste daad van een grotere actie tegen Katanga, ging gepaard met grootschalige slachtingen van Baluba en een vluchtelingencrisis die door sommige tijdgenoten als een genocide werd bestempeld. De staat werd snel overlopen door Congolese troepen. Het geweld bij de onderdrukking van Kasai gaf veel legitimiteit aan de afzetting door Joseph Kasa-Vubu van Patrice Lumumba uit het ambt van premier eind 1960 en de latere arrestatie en moord op Lumumba. Als gevolg hiervan bleef Zuid-Kasai vanaf 1961 op relatief goede voet staan met de nieuwe Congolese regering. De leiders ervan, inclusief Kalonji zelf, dienden zowel in de regering van Zuid-Kasai als in het Congolese parlement. Zuid-Kasai bleef quasi-onafhankelijk terwijl Congolese en VN-troepen door het grondgebied konden bewegen zonder conflicten met de Zuid-Kasaï-gendarmerie. In april 1961 nam Kalonji de koninklijke titel Mulopwe ("Koning van de Baluba") aan om de staat nauwer te verbinden met het prekoloniale Luba-rijk. De daad verdeelde de Zuid-Kasaiaanse autoriteiten en Kalonji werd door de meerderheid van de parlementaire vertegenwoordigers van Zuid-Kasai in Leopoldstad van zijn taken ontheven. In december 1961 werd Kalonji op een juridisch voorwendsel in Leopoldstad gearresteerd en gevangengezet, en Ferdinand Kazadi nam de macht over als waarnemend staatshoofd. VN- en Congolese troepen bezetten Zuid-Kasai. In september 1962, kort na zijn ontsnapping uit de gevangenis en terugkeer naar Zuid-Kasai, werd Kalonji omvergeworpen door een militaire coup d'état die hem in ballingschap dwong en een einde maakte aan de afscheiding.
Het einde van de afscheiding van Zuid-Kasai wordt meestal gehouden op december 1961, de datum van Kalonji's arrestatie, of oktober 1962 met de anti-Kalonji-coup d'état en de definitieve komst van regeringstroepen.

## Achtergrond

### Koloniale heerschappij
De Belgische heerschappij in Congo was gebaseerd op de "koloniale drie-eenheid" (trinité coloniale) van staats-, missionaris- en privébedrijfsbelangen. Het bevoorrechten van Belgische commerciële belangen betekende dat er grote hoeveelheden kapitaal naar Congo stroomden en dat individuele regio's gespecialiseerd raakten. Op veel momenten werden de belangen van de overheid en particuliere ondernemingen nauw met elkaar verweven en hielp de staat bedrijven stakingen breken en andere belemmeringen wegnemen die door de inheemse bevolking werden opgelegd. Het land was verdeeld in hiërarchisch georganiseerde administratieve onderverdelingen en werd uniform bestuurd volgens een vastgesteld "inheems beleid" (politique indigène) - in tegenstelling tot de Britten en de Fransen, die over het algemeen de voorkeur gaven aan het systeem van indirect bestuur waarbij traditionele leiders in functies van autoriteit werden behouden onder koloniaal toezicht.

### Etniciteit

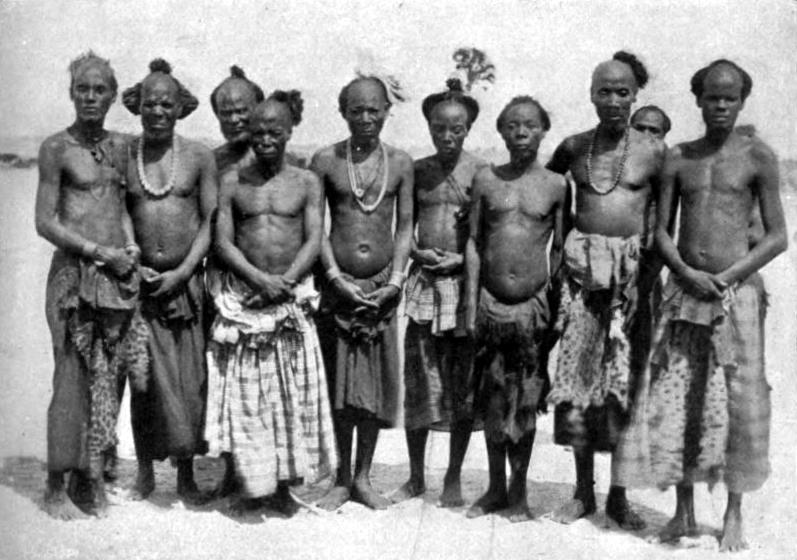
Luba stamhoofden ten tijde van de Onafhankelijke Congostaat, ca. 1900

Voorafgaand aan het begin van de koloniale periode maakte de regio van Zuid-Kasai deel uit van het Luba-rijk, een federatie van lokale koninkrijken met een zekere mate van culturele uniformiteit. Tijdens de 17e en 18e eeuw verspreidden de Baluba zich over grote delen van de Kasai-Katanga savanne langs het Kasai-rivierbekken en ontwikkelden zich uiteindelijk tot verschillende etnische subgroepen, met name de Luba-Kasai en de Luba-Katanga. Hoewel ze nooit verenigd waren tot een enkele gecentraliseerde staat, behielden de groepen een zekere mate van emotionele binding gebaseerd op gedeelde oorsprongsmythes en culturele praktijken. Andere groepen, zoals de Songye en de Kanyok, hadden ook een lange geschiedenis in de Kasai-regio.
Een van de belangrijkste erfenissen van de koloniale heerschappij in Kasai was de willekeurige herverdeling van de bevolking in nieuwe etnische groepen. Ondanks de gedeelde taal (Tshiluba) en cultuur van de twee groepen, geloofden koloniale administrateurs dat de inwoners van het gebied rond de Luluarivier etnisch verschillend waren van de Baluba en noemden hen de Bena Lulua. De kolonisten geloofden dat de Baluba intelligenter, harder werkend en meer open voor nieuwe ideeën waren dan de Bena Lulua, die naar verluidt reactiever en dommer waren. Als gevolg daarvan begon de staat vanaf de jaren 1930 de twee groepen anders te behandelen en paste verschillende beleidsmaatregelen toe op elk van hen, waarbij de Baluba werden bevorderd tot posities boven andere etniciteiten.
Tijdens de jaren 1950, toen de Belgen begonnen te vrezen dat de opkomst van een machtige Luba-elite een bedreiging zou vormen voor de koloniale heerschappij, begon de administratie Lulua-organisaties te steunen. Dit droeg verder bij aan de groeiende etnische polarisatie tussen de twee groepen. In 1952 werd een organisatie genaamd de Lulua Frères (Lulua Broeders) opgericht om campagne te voeren voor de sociaaleconomische vooruitgang van de Lulua-groep en werd een onofficiële vertegenwoordiger van de Bena Lulua. In 1959 kwam de vijandigheid tussen Luba en Lulua tot een hoogtepunt door de ontdekking van een koloniaal voorstel om Luba-boeren uit Lulua-land te verplaatsen naar minder vruchtbare grond op Luba-gebied. Als gevolg hiervan nam de vijandigheid toe en braken gewelddadige botsingen uit. In augustus 1959 werden Luba-demonstraties tegen het plan hardhandig onderdrukt door het koloniale leger en de politie.

#### Congolees nationalisme

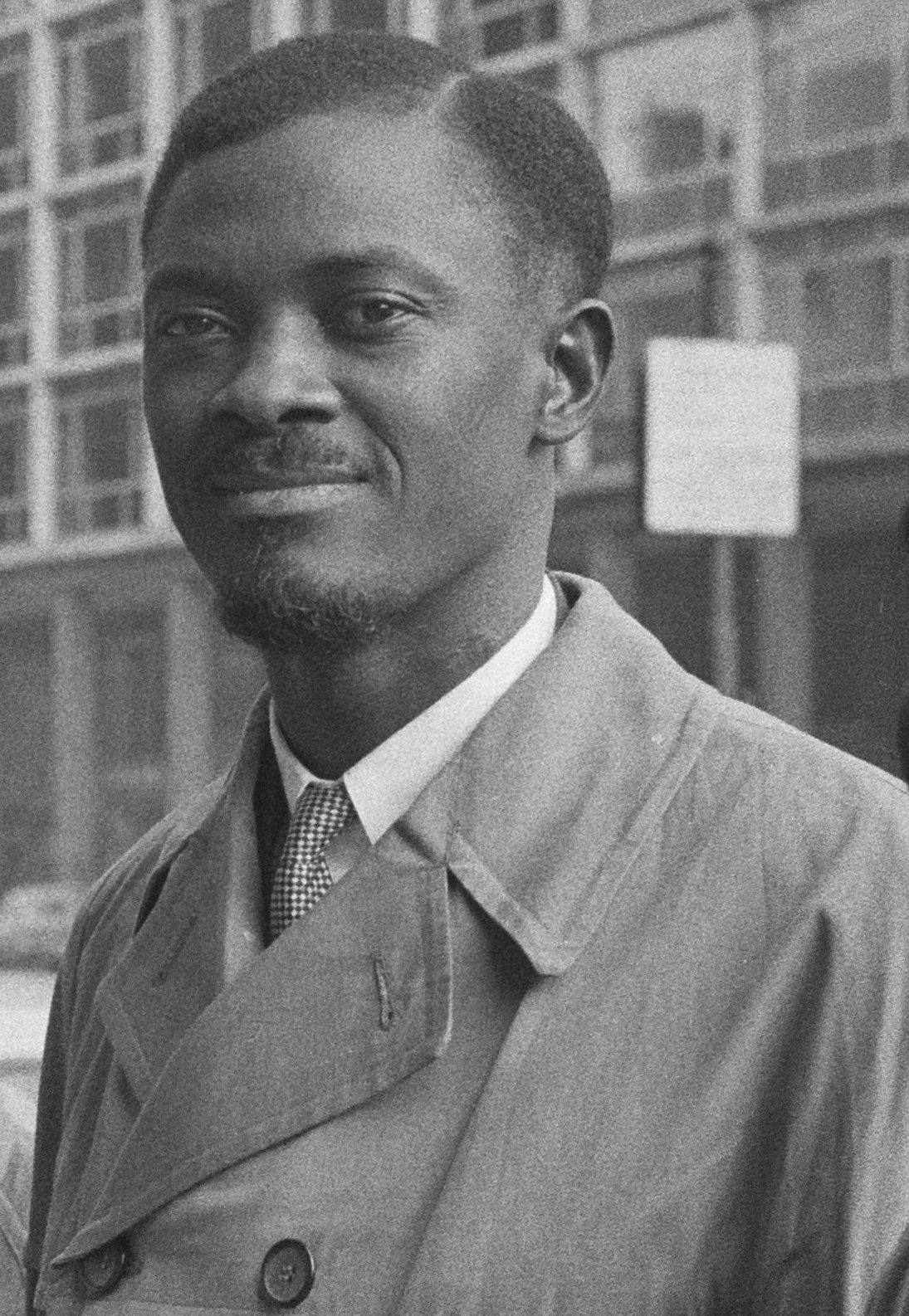
Patrice Lumumba brak met Kalonji in 1959 en ontzegde zijn aanhangers rollen in de centrale regering.

In de Belgische Congo ontwikkelde zich tijdens de jaren 1950 een anti-koloniale Pan-Afrikaanse en nationalistische beweging, voornamelijk onder de évolué klasse (de verstedelijkte zwarte bourgeoisie). De beweging was verdeeld in verschillende partijen en groepen die ruwweg verdeeld waren langs etnische en geografische lijnen en elkaar tegenwerkten. De grootste, het Mouvement National Congolais (MNC), was een verenigingsorganisatie gewijd aan het bereiken van onafhankelijkheid "binnen een redelijke" tijd. Het werd opgericht rond een handvest dat werd ondertekend door onder anderen Patrice Lumumba, Cyrille Adoula en Joseph Iléo. Lumumba werd een belangrijke figuur en tegen het einde van 1959 beweerde de partij 58.000 leden te hebben. Veel mensen vonden echter dat de MNC te gematigd was. Een aantal andere partijen ontstonden, onderscheiden door hun radicalisme, steun voor federalisme of centralisme en affiliatie met bepaalde etnische groeperingen. De belangrijkste rivaal van de MNC was de Alliance des Bakongo (ABAKO) onder leiding van Joseph Kasavubu, een radicalere partij gesteund onder de Congolezen in het noorden, en Moïse Tshombe's Confédération des Associations Tribales du Katanga (CONAKAT), een sterk federalistische partij in de zuidelijke provincie Katanga.

#### Kalonji-Lumumba splitsing en polarisatie

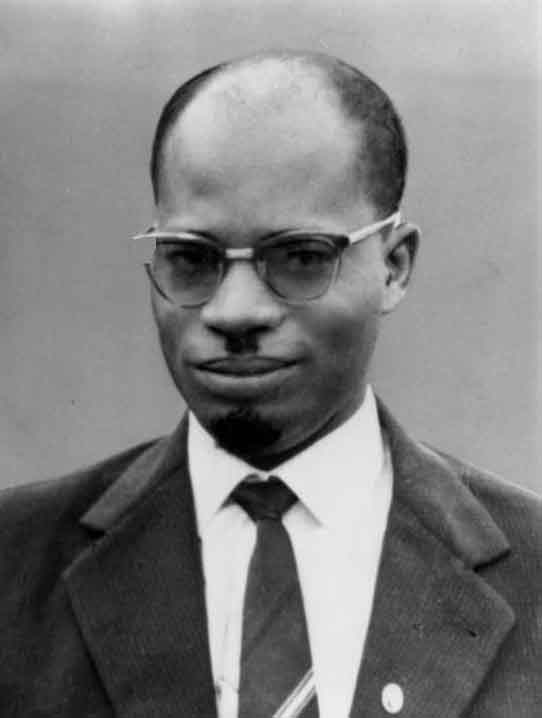
Albert Kalonji brak met Lumumba en leidde later de afscheiding van Zuid-Kasai.

Hoewel het de grootste was van de Afrikaanse nationalistische partijen, had de MNC vele verschillende facties binnen zich die uiteenlopende standpunten innamen over een aantal kwesties. Het werd steeds meer gepolariseerd tussen gematigde évolués en de meer radicale leden. Een radicale en federalistische factie onder leiding van Ileo en Albert Kalonji splitste zich af in juli 1959, maar slaagde er niet in massadefecties van andere MNC-leden te bewerkstelligen. De dissidente factie werd bekend als de MNC-Kalonji (MNC-K), terwijl de meerderheidsgroep de MNC-Lumumba (MNC-L) werd. De splitsing verdeelde de steunbasis van de partij in diegenen die standhielden bij Lumumba, voornamelijk in de regio Stanleystad in het noordoosten, en diegenen die de MNC-K steunden, populair in het zuiden en onder Kalonji's eigen etnische groep, de Baluba. De MNC-K vormde later een kartel met ABAKO en de Parti Solidaire Africain (PSA) om te pleiten voor een verenigd, maar gefederaliseerd Congo.
De verkiezingen van 1960 ontaardden in een "anti-Baluba plebisciet" in Kasai toen de Luba MNC-K erin slaagde een pluraliteit te verkrijgen, maar er niet in slaagde de controle over de provinciale regering over te nemen. In plaats daarvan promootte Lumumba een Lulua-kandidaat, Barthélemy Mukenge, als provinciepresident terwijl Kalonji werd geweigerd een belangrijk ministerieel portefeuille in de regering van Lumumba's nationale regering. Kalonji weigerde het aanbod van Lumumba voor het landbouwministerie. Mukenge probeerde een regering van eenheid te vormen, bood zelfs MNC-K-lid Joseph Ngalula een plaats in zijn kabinet aan. Ngalula wees het aanbod af en op 14 juni besloot de MNC-K een alternatieve regering onder zijn leiding op te richten. Kalonji erkende deze regering niet als enige autoriteit.
De Kalonjisten, die zich afgewezen en gemarginaliseerd voelden door de centrale regering, begonnen alternatieve partijen te steunen. Onder hen steunden de Kalonjisten de CONAKAT-partij van Tshombe in het nabijgelegen Katanga, die vanwege haar sterk federalistische standpunt tegen Lumumba's opvatting van een sterke centrale regering gevestigd in de hoofdstad Leopoldstad was. Als onderdeel hiervan steunden de Kalonjisten CONAKAT tegen hun belangrijkste lokale rivalen, de Association Générale des Baluba du Katanga (BALUBAKAT) partij onder leiding van Jason Sendwe, die, hoewel zij de Baluba van de provincie Katanga vertegenwoordigde, voorstander was van centralisme. De Kalonjisten, die zichzelf beschouwden als handelend namens alle Luba-Kasai, creëerden een vijandigheid tussen de Luba-Kasai en de Luba-Katanga, maar slaagden er ook niet in de volledige steun van CONAKAT te krijgen, waarvan het grootste deel raciale vooroordelen had tegen de Baluba en alleen de "authentieke Katangezen" steunde.

## Secessie

### Vervolging van de Baluba
De Republiek Congo verkreeg op 30 juni 1960 onafhankelijkheid met Kasavubu als president en Lumumba als premier. De Kamer van het Parlement van Léopoldstad was een week eerder bijeengekomen om het kabinet van Lumumba te bekijken en er vertrouwen in uit te spreken. Tijdens de zitting bekritiseerde Kalonji, in zijn hoedanigheid van gekozen afgevaardigde, het voorgestelde kabinet, uitte hij ontevredenheid dat zijn partij niet was geconsulteerd bij de vorming ervan en verklaarde dat hij er trots op was niet opgenomen te zijn in een "anti-Baluba" en "anti-Batshoke" regering die minachting had getoond voor de wensen van het volk van Kasai. Hij verklaarde ook zijn intenties om de Baluba en Batshoke aan te moedigen om niet deel te nemen aan de regering en zijn eigen stappen te nemen om een soevereine staat te vormen met als centrum Bakwanga.
Op 26 juni dienden functionarissen van de MNC-K een petitie in bij het Parlement van Léopoldstad om de Provincie Kasai vreedzaam te verdelen langs de lijnen die door Kalonji werden voorgesteld. Het voorstel, dat de wijziging van de nieuwe grondwet van Congo (Loi fondamentale) zou hebben vereist, werd ontvangen door een wetgever verdeeld tussen facties van Lumumba en Kasavubu en er kon geen overeenstemming worden bereikt.
Na de onafhankelijkheid laaiden etnische spanningen op in het hele land, waarbij een groot deel gericht was tegen de Baluba, en vonden er een aantal gewelddadige confrontaties plaats. Op 3 juli gelastte de centrale regering de arrestatie van de rivaliserende MNC-K Kasai-regering, wat onrust veroorzaakte in Luluabourg. Ondanks eerdere voorstellen voor repatriëring van Luba naar de provincie in januari 1960, riepen de Kalonjisten op 16 juli officieel de Baluba in heel Congo op om terug te keren naar hun Kasaïaanse "thuisland". In eerste instantie voorzagen de Kalonjisten de opdeling van de provincie Kasai in tweeën om de oprichting van een quasi-autonome MNC-K en door Luba gedomineerde provinciale regering mogelijk te maken. De voorgestelde provincie werd het Federatieve Staat van Zuid-Kasai (État fédératif du Sud-Kasaï) genoemd. Echter, al snel besefte Kalonji dat de chaos in de rest van Congo gebruikt kon worden om unilateraal secessionisme toe te passen en volledige lokale onafhankelijkheid uit te roepen. Deze beslissing werd verder versterkt door de volledige afscheiding van de Staat Katanga (État du Katanga), geleid door Tshombe, op 11 juli 1960. Kalonji bezocht Katanga begin augustus 1960, kort na de afscheiding ervan, waar hij op 8 augustus verklaarde dat Kasai "te allen tijde verdeeld moet worden."

### Afscheiding

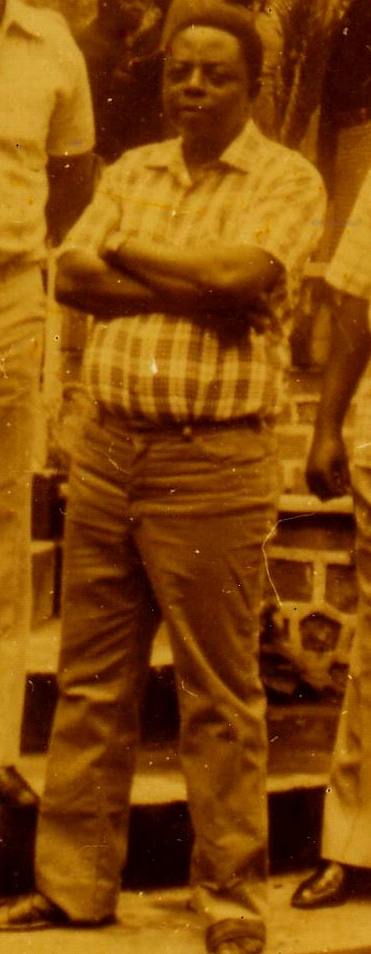
Joseph Ngalula werd benoemd tot premier van Zuid-Kasai.

Op 9 augustus 1960 verklaarde Kalonji, nog steeds in Katanga, de regio Zuidoost-Kasaï tot de nieuwe Mijnstaat van Zuid-Kasaï (État minier du Sud-Kasaï) of Autonome Staat van Zuid-Kasaï (État autonome du Sud-Kasaï). In de periode kort na de oprichting bleef de officiële titel van Zuid-Kasaï onduidelijk. Naast État autonome of État minier wordt het soms aangeduid als Provincie van de Luba (Province muluba) of Mijnprovincie (Province minier). Het gebruik van het woord "staat" (état) was bewust ambigu, waardoor Kalonji niet hoefde te specificeren of Zuid-Kasaï aanspraak maakte op onafhankelijkheid als een nationale staat in navolging van Katanga, of als een provincie binnen Congo.
In tegenstelling tot Katanga betekende de afscheiding van Zuid-Kasaï echter niet expliciet de afwijzing van zijn positie binnen de Republiek Congo. Het leek eerder op de zelfverklaarde lokale overheden in de Evenaarsprovincie. De titel "Autonome Staat" werd gekozen om de indruk te versterken dat de afscheiding geen afwijzing was van de Congolese soevereiniteit, maar de oprichting van een federaal geregeerd gebied van Congo. De afscheiding kreeg enige steun onder journalisten, intellectuelen en politici in Leopoldstad, waarbij een krant het "een model noemde waarlangs de vele nieuwe staten die nu in Congo opduiken een nieuwe federatie zouden kunnen vormen". In de praktijk had Zuid-Kasaï aanzienlijk meer autonomie dan een reguliere provincie en door unilateraal zijn eigen gefedereerde bevoegdheden vast te stellen, scheidde het effectief af van Congo. Het stuurde ook geen belastingen door naar de centrale regering en de lokale bevolking - waardoor het soms werd vergeleken met de afscheidingsstaat in het zuiden - verwees er soms naar als "Klein Katanga". MNC-K-parlementsleden weigerden aanvankelijk ook om in het Congolese parlement in Leopoldstad plaats te nemen.
Kalonji werd tot president benoemd en Joseph Ngalula tot premier. Hoewel de Luba-Kasai nog nooit in één staat hadden gewoond, slaagde Kalonji erin brede steun te krijgen van de Luba-stamhoofden voor de afscheiding. Hij slaagde erin om de afscheiding internationaal voor te stellen als het gevolg van de vervolging en het falen van de Congolese regering om de Baluba voldoende te beschermen in de rest van Congo. De grenzen van Zuid-Kasaï veranderden vaak en stabiliseerden nooit tijdens zijn korte bestaan. De hoofdstad van de staat was Bakwanga.

### Bestuur
Eenmaal aan de macht gevestigd, positioneerde Kalonji zichzelf persoonlijk als de "grote man" van waaruit staatsmacht voortkwam. Stammenleiders van Luba en andere etnische groepen genoten een nauwe, cliëntachtige relatie met Kalonji zelf en kregen voorkeursbehandeling in ruil voor geleverde diensten. Met name Kalonji was afhankelijk van stamleiders om paramilitairen te mobiliseren ter ondersteuning van het leger van Zuid-Kasai. Het bestuur van Zuid-Kasai werd gecompliceerd door de dynamische Luba-politiek waarin het was ingebed. De spanningen liepen op tussen Kalonji en Ngalula, die verschillende ideeën hadden over hoe de staat moest worden bestuurd; Kalonji wilde dat de regering was gebaseerd op traditie en vertrouwde op gebruikelijke stamhoofden, terwijl Ngalula de voorkeur gaf aan een democratisch systeem en samenwerkte met de intellectuele elite. Zuid-Kasai had in de eerste paar maanden van zijn bestaan vijf verschillende regeringen.

Postzegels van Zuid-Kasai overgedrukt op eerdere uitgaven van Belgisch-Congo.

De onmiddellijke interne problemen waarmee Zuid-Kasai werd geconfronteerd, waren het grote aantal ontheemde Luba-vluchtelingen en interne onenigheid van niet-Luba minderheden. De staat was in staat om geld uit diamantexport en buitenlandse steun te gebruiken om openbare diensten te financieren, waardoor Luba-vluchtelingen konden worden gehuisvest en werk konden vinden. De sociale diensten waren "relatief goed beheerd". De staat had een geschatte jaarlijkse omzet van $30.000.000. Er werden drie grondwetten geproduceerd, waarvan de eerste werd afgekondigd in november 1960 en de laatste op 12 juli 1961. De grondwet van juli transformeerde de staat tot de Geconfedereerde Staat van Zuid-Kasai (État fédéré du Sud-Kasaï), waarbij de staat zelf zowel "soeverein en democratisch" werd verklaard als onderdeel van een hypothetische "Federale Republiek Congo". De grondwet voorzag ook in een tweekamerstelsel, met een lagere kamer bestaande uit alle nationale afgevaardigden, senatoren en provinciale assembleeleden gekozen in kiesdistricten binnen het grondgebied van Zuid-Kasai, en een hogere kamer gevuld door traditionele stamhoofden. Een juridisch systeem werd georganiseerd, met vrederechters, magistratenrechtbanken en een hof van beroep. De staat had zijn eigen vlag en wapen, publiceerde zijn eigen officiële journaal, de Moniteur de l'État Autonome du Sud-Kasaï, en produceerde zelfs zijn eigen postzegels en kentekenplaten. In tegenstelling tot Katanga onderhield Zuid-Kasai geen diplomatieke missies in het buitenland. De Congolese frank werd behouden als de valuta van de staat.
Het leger van Zuid-Kasai of de gendarmerie groeide van slechts 250 leden bij de oprichting tot bijna 3000 in 1961. Het stond onder leiding van de 22-jarige "Generaal" Floribert Dinanga met de hulp van negen Europese officieren. In 1961 leidde het leger een campagne om de omvang van het grondgebied van de staat uit te breiden ten koste van naburige etnische groepen. Ondanks enige steun van België was de gendarmerie slecht uitgerust en voortdurend tekort aan voorraden en munitie.
Naarmate de regeringsautoriteit in Zuid-Kasai werd geconsolideerd, werd het regime steeds militaristischer en autoritairder. Niet-Luba-groepen werden steeds meer gemarginaliseerd. Politieke tegenstanders werden gedood of gedwongen tot ballingschap, waaronder Ngalula, die in juli 1961 onenigheid had met Kalonji. Niet-Luba-groepen in de regio, vooral de Kanyok, voerden een voortdurende maar laaggeplaatste opstand tegen de regering van Zuid-Kasai.

### Internationale steun

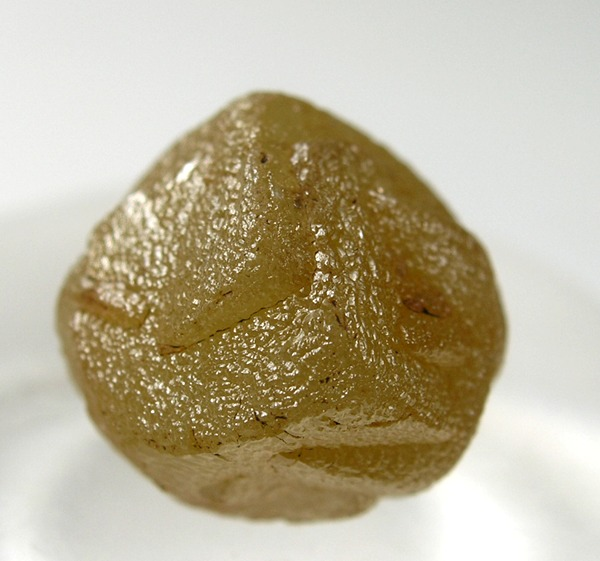
Een onbewerkte gele diamant uit Zuid-Kasai; diamantexport was een belangrijke troef voor de staat.

Kalonji ging ver om internationale erkenning en steun voor de staat Zuid-Kasai veilig te stellen. De voormalige koloniale mogendheid, België, had wantrouwen tegenover de centrale regering van Congo en steunde zowel de regeringen van Zuid-Kasai als Katanga. Net als Katanga had Zuid-Kasai belangrijke delfstoffendeposito's, waaronder diamantvelden, en hadden Belgische bedrijven grote sommen geld geïnvesteerd in de ontginning van het gebied. Een Belgisch bedrijf, Forminière, was de voornaamste sponsor van de staat en kreeg concessies van Zuid-Kasai in ruil voor financiële steun. Na de afscheiding werden de diamanten van Zuid-Kasai omgeleid via Congo-Brazzaville voor export naar internationale markten. De relatief grote inkomsten uit de mijnbouwbedrijven betekenden dat Zuid-Kasai aanzienlijke openbare diensten kon ondersteunen en grote aantallen ontheemde Luba-vluchtelingen kon opvangen. In het kader van de Koude Oorlog werd Kalonji gesteund door westerse mogendheden en gematigden in de Congolese regering die hem beschouwden als zowel een gematigde pro-westen als een anti-communist. Hoewel zowel Katanga als Zuid-Kasai werden gesteund door Zuid-Afrika, Frankrijk en de Centraal-Afrikaanse Federatie, kreeg geen van beide staten ooit enige vorm van officiële diplomatieke erkenning. Een Zuid-Kasaiaanse delegatie ging in september 1960 naar Zuid-Afrika met een brief ondertekend door Ngalula waarin om militaire steun werd gevraagd van premier Hendrik Verwoerd. De Zuid-Afrikaanse regering weigerde militaire uitrusting te leveren, maar informeerde de delegatie dat ze hardware konden kopen die op de Zuid-Afrikaanse markt werd aangeboden.
Na de staatsgreep die Lumumba uit de macht verwijderde, probeerde Kalonji goede betrekkingen met de Congolese regering te onderhouden. In het bijzonder kon generaal Joseph-Désiré Mobutu Zuid-Kasai gebruiken voor de uitvoering van zijn politieke tegenstanders en dissidente Lumumbisten, waaronder Jean-Pierre Finant. Dergelijke activiteiten leidden ertoe dat de afscheidingsstaat de bijnaam "de nationale slachthuiskamer" kreeg.

### Kalonji alsMulopwe
Vanwege het belang van de Luba-etniciteit voor Zuid-Kasai gebruikte Kalonji zijn steun van de traditionele Luba-stamautoriteiten om zichzelf te laten uitroepen tot Mulopwe. De titel, Mulopwe (gewoonlijk vertaald als "Koning" of "Keizer"), was uiterst symbolisch omdat het de titel was die werd gebruikt door de heersers van het prekoloniale Luba-rijk en sinds de jaren 1880 niet meer in gebruik was geweest. Door deze titel aan te nemen, samen met de extra naam Ditunga ("vaderland"), slaagde Kalonji erin zichzelf en de staat Zuid-Kasai nauw te verbinden met het Luba-rijk om zo de legitimiteit ervan in de ogen van de Baluba te vergroten. Om beschuldigingen van ongepastheid te vermijden, werd de titel op 12 april 1961 aan Kalonji's vader verleend, die vervolgens onmiddellijk aftrad ten gunste van zijn zoon. Met de troonsbestijging van Kalonji tot de titel van Mulopwe op 16 juli veranderde de titel van de staat in het Gefedereerde Koninkrijk Zuid-Kasai.
Kalonji's toetreding tot de positie van Mulopwe werd zwaar bekritiseerd, zelfs door veel Luba in Zuid-Kasai. De zet werd ook belachelijk gemaakt in de westerse media. Kalonji bleef populair bij sommige groepen, maar verloor de steun van de évolués van Zuid-Kasai, die zijn verheffing zagen als schaamteloos opportunisme. Kort na zijn verheffing werd Kalonji openlijk veroordeeld en gedistantieerd door 10 van de 13 vertegenwoordigers van Zuid-Kasai in het parlement van Leopoldstad, wat het uiteenvallen van de afscheidingsstaat inluidde.

## Ineenstorting en herintegratie

### Campagne van augustus-september 1960
Toen Zuid-Kasai zich afscheidde, waren regeringstroepen van het Armée Nationale Congolaise (ANC) al aan het vechten tegen Katangese troepen in de regio Kasai. Zuid-Kasai controleerde belangrijke spoorwegknooppunten die nodig waren voor de campagne van het Congolese leger in Katanga en werd daarom al snel een belangrijk doelwit. Zuid-Kasai had ook belangrijke minerale rijkdommen waar de centrale regering naar terugverlangde. De centrale regering begreep echter de positie van Zuid-Kasai verkeerd en geloofde ten onrechte dat de regio, net als Katanga, volledige onafhankelijkheid van Congo had verklaard en de Congolese soevereiniteit had afgewezen.

De acties van het ANC in Zuid-Kasai vormen een zeer flagrante schending van elementaire mensenrechten en hebben de kenmerken van het misdrijf van genocide, omdat ze lijken te zijn gericht op de uitroeiing van een specifieke etnische groep, de Balubas. ― Dag Hammarskjöld, secretaris-generaal van de Verenigde Naties, september 1960

Aanvankelijk hoopte Lumumba dat de Verenigde Naties (VN), die in juli 1960 een multinationale vredesmacht naar Congo hadden gestuurd, de centrale regering zou helpen zowel de secessies van Katanga als Zuid-Kasai neer te slaan. De VN waren echter terughoudend om dat te doen, omdat ze de secessies beschouwden als interne politieke aangelegenheden en hun eigen missie zagen als het handhaven van de basiswet en orde. Afgewezen door zowel de VN als de Verenigde Staten, zocht Lumumba militaire steun bij de communistische Sovjet-Unie. Binnen enkele dagen na de afscheiding en met logistieke steun van de Sovjet-Unie lanceerden 2.000 ANC-troepen een grote aanval op Zuid-Kasai. De aanval was succesvol. Op 27 augustus arriveerden ANC-soldaten in Bakwanga.
Gedurende de loop van het offensief raakte het ANC betrokken bij etnisch geweld tussen de Baluba en Bena Lulua. Toen regeringstroepen in Bakwanga aankwamen, lieten ze Lulua-gevangenen vrij uit de gevangenis en begonnen ze burgerlijke voertuigen te vorderen. Toen David Odia, de minister van Openbare Werken van Zuid-Kasai, protesteerde, sloegen soldaten hem en verwondden hem dodelijk. Als gevolg daarvan vluchtten veel Baluba eerst in paniek, maar begonnen ze daarna met zelfgemaakte hagelgeweren te weerstaan. Als gevolg hiervan pleegde het ANC een aantal grote slachtingen onder de Luba-burgers. In september noemde Dag Hammarskjöld, de secretaris-generaal van de VN die kort daarvoor een grote vredesmacht naar Congo had gestuurd, de slachtingen "een geval van opkomende genocide". De Baluba werden ook aangevallen door de Katangese troepen vanuit het zuiden. In de daaropvolgende slachtpartijen, waarbij ANC- of Katangese troepen vaak betrokken waren, werden ongeveer 3.000 Baluba gedood. De gewelddadigheid van de opmars veroorzaakte een exodus van vele duizenden Luba-burgers die hun huizen ontvluchtten om aan het vechten te ontkomen; meer dan 35.000 gingen alleen al naar vluchtelingenkampen in Élisabethstad (de hoofdstad van Katanga). Ziekten, met name kwashiorkor, maar ook malaria, pokken en bloedarmoede, waren wijdverbreid en bereikten "epidemische proporties" onder de Luba-vluchtelingen tussen oktober en december 1960. De Wereldgezondheidsorganisatie stuurde één miljoen pokkenvaccins naar Zuid-Kasai om het probleem te verlichten. De epidemie werd voorafgegaan door wijdverbreide hongersnood die tegen december naar schatting dagelijks tweehonderd mensen doodde. De VN deed een beroep op haar lidstaten voor hulp, en eind januari hadden overheids- en particuliere hulp de sterfte met 75 procent verminderd. Verdere bijstand in de vorm van een noodvoedseltransport, extra medisch personeel en zaden van de Voedsel- en Landbouworganisatie zorgden ervoor dat de hongersnood tegen maart 1961 bijna helemaal was opgelost. VN-hulpverleners werden teruggetrokken na het incident van april 1961 bij Port Francqui vanwege veiligheidszorgen, hoewel voedselhulp werd voortgezet aan de grens.

## Beschuldigingen van genocide en brutaliteit
Beschuldigingen van genocide en brutaliteit door het ANC werden gebruikt om de legitimiteit te verschaffen aan Kasavubu's ontslag van Lumumba, met steun van Mobutu, in september 1960. In de nasleep van de campagne slaagde de staat Zuid-Kasai erin om aanzienlijke hulp te bieden aan haar vluchtelingen, van wie velen werden hervestigd in huizen en banen. Desalniettemin veroorzaakte de invasie aanzienlijke verstoring van de lokale economie; tegen december was het aantal diamanten dat door Forminière werd geslepen en het aantal mensen dat daar werd tewerkgesteld, beide met duizenden gedaald.

### Samenleven en poging tot verzoening

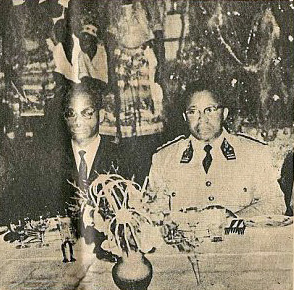
Kalonji met de Congolese president Joseph Kasavubu in 1961

Ondanks de bezetting van Zuid-Kasai werd de staat Zuid-Kasai niet ontmanteld en bestond naast de rest van Congo. Congolese afgevaardigden, evenals ANC- en VN-troepen, konden over het algemeen door het grondgebied bewegen zonder conflict met de autoriteiten van Zuid-Kasai, terwijl hun sporadische campagne tegen Katangese troepen voortduurde. Een door de VN gesponsord staakt-het-vuren in september 1960 bracht tijdelijk de strijd tussen de Luba en Lulua tot stilstand, maar tegen november hadden de troepen van Kalonji het bestand geschonden. Gedurende het grootste deel van deze periode vocht de Zuid-Kasaiaanse gendarmerie met Kanyok- en Lulua-milities in de regio, terwijl plaatselijk etnisch geweld aanhield. In januari 1961 vloog Kasavubu naar Bakwanga om Kalonji te ontmoeten. De reis begon onaangenaam omdat Kasavubu weigerde de Zuid-Kasaiaanse erewacht te erkennen die aanwezig was op de luchthaven en in de verstrekte limousine te rijden, die de vlag van Zuid-Kasai voerde. Uiteindelijk verwijderde Kalonji de vlag en verzoenden de twee zich.
In het midden van 1961 werden conferenties gehouden in Coquilhatville (het huidige Mbandaka) en later in Antananarivo, Madagaskar, om een vreedzame verzoening te proberen bewerkstelligen tussen de afscheidingsfacties en de centrale regering, tegen de achtergrond van een rebellenregering in Oost-Congo, geleid door Antoine Gizenga. Er werd gedacht dat het met de dood van Lumumba mogelijk zou zijn om een federale grondwet op te stellen die de drie partijen met elkaar zou kunnen verzoenen. De overeenkomsten leidden echter tot meer onzekerheid. De afzetting van Ngalula - de belangrijkste organisator van de staat Zuid-Kasai - in juli versnelde de interne instorting. Hij richtte zijn eigen politieke partij op, de Democratische Unie, om zich te verzetten tegen de Kalonjisten. Later die maand werd het parlement bijeengeroepen met Kalonji en de andere afgevaardigden van Zuid-Kasai aanwezig. Op 2 augustus werd een nieuwe Congolese centrale regering gevormd, met Ngalula als minister van Onderwijs, en Kalonji keerde terug naar Zuid-Kasai. Eind oktober 1961 sloten Kalonji en verschillende Lulua-leiders symbolisch een unie om het conflict tussen Luba en Lulua te beëindigen.

## Arrestatie van Kalonji

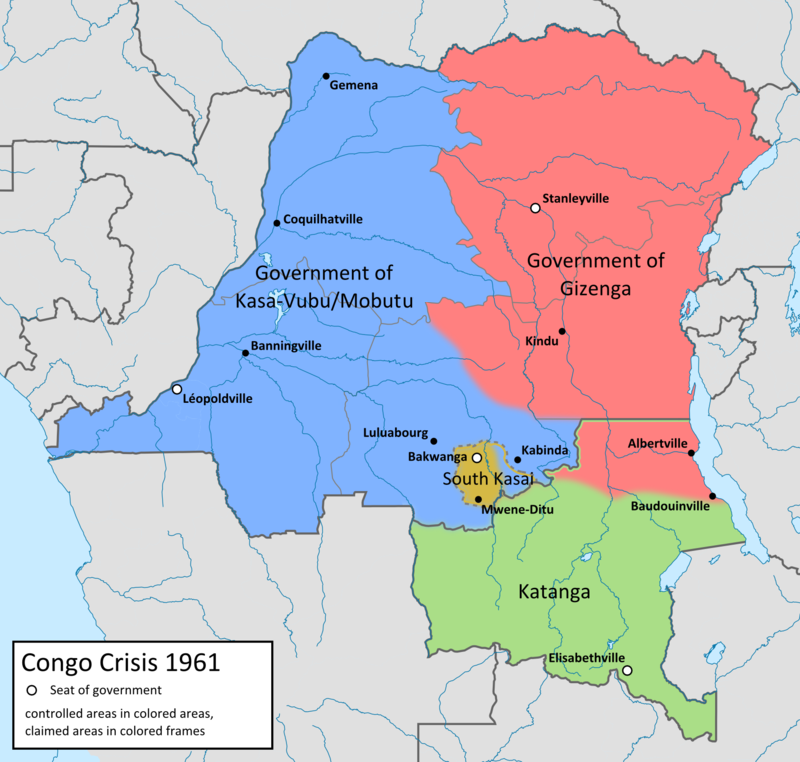
Kaart die de situatie in Congo in 1961 weergeeft, waarbij het grondgebied verdeeld is tussen vier tegenovergestelde facties.

Op 2 december 1961 werd Kalonji beschuldigd door een andere afgevaardigde, de communist Christophe Gbenye, van het hebben bevolen van lijfstraffen tegen een politieke gevangene in Zuid-Kasai. Het parlement stemde om de parlementaire immuniteit van Kalonji op te heffen en hij werd in hechtenis genomen door het ANC in Leopoldstad. Een delegatie van ongeveer 400 Luba-stamoudsten die naar Leopoldstad waren gestuurd om te protesteren, werd ook kort gearresteerd. Mobutu en Generaal Victor Lundula bezochten Bakwanga kort daarna. Ferdinand Kazadi nam de macht over als waarnemend staatshoofd van Zuid-Kasai.
Op 9 maart 1962 stemde het pas heropgerichte parlement van Leopoldstad, onder leiding van premier Cyrille Adoula, ermee in om de grondwet te wijzigen en Zuid-Kasai officiële provinciale status te verlenen. In april 1962 kregen de VN-troepen opdracht om Zuid-Kasai te bezetten als onderdeel van de nieuwe agressieve houding van secretaris-generaal U Thant tegen afscheiding, volgend op de dood van Hammarskjöld. In Leopoldstad werd Kalonji veroordeeld tot vijf jaar gevangenisstraf. Op 7 september ontsnapte Kalonji echter uit de gevangenis en keerde terug naar Zuid-Kasai, waar hij hoopte een officiële positie te herwinnen in lokale verkiezingen en, aan het hoofd van een regering, zijn immuniteit te herwinnen.

### Staatsgreep van september-oktober 1962
Naarmate de ontevredenheid met de afscheiding groeide, beraamden Ngalula en andere Zuid-Kasaï-emigranten in Leopoldstad een staatsgreep om het regime in Bakwanga omver te werpen. In september 1962 benoemde de regering van Leopoldstad Albert Kankolongo, een voormalig minister in de regering van Kalonji, tot speciaal commissaris (commissaire extraordinaire) voor Zuid-Kasai, waarbij hij volledige militaire en civiele macht kreeg om de lokale staat te ontmantelen. Ngalula benaderde Kankolongo om een muiterij en staatsgreep tegen Kalonji te leiden.
In de nacht van 29-30 september 1962 lanceerden militaire commandanten in Zuid-Kasai, onder leiding van Kankolongo, een staatsgreep in Bakwanga tegen het regime van Kalonji. Een oproep werd uitgezonden via Radio Bakwanga naar alle officieren van de Zuid-Kasaiaanse gendarmerie om de centrale regering te steunen, met de belofte dat ze zouden worden geïntegreerd in het ANC met hun huidige rang en salaris. Kalonji en Generaal Dinanga werden onder huisarrest geplaatst, terwijl de andere ministers van Zuid-Kasai werden opgesloten in een enkel huis. Kalonji en Dinanga ontsnapten enkele dagen later; de eerste nam een vrachtwagen naar Katanga. Kankolongo reageerde door onmiddellijk de overgebleven ministers naar Leopoldstad te vliegen. Op 5 oktober 1962 arriveerden troepen van de centrale regering opnieuw in Bakwanga om de muiters te steunen en de laatste loyalisten van Kalonji te onderdrukken, wat het einde van de afscheiding markeerde. Kalonji vestigde zich in Kamina en probeerde Tshombe te ontmoeten, maar werd afgewezen door de Katangese minister van Binnenlandse Zaken, Godefroid Munongo. Vervolgens vluchtte hij naar Parijs alvorens zich te vestigen in Barcelona in het Francisco Franco's Spanje.

## Nasleep

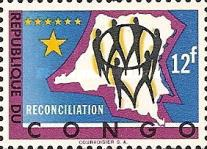
Postzegel uit 1963 ter viering van de 'verzoening' van Zuid-Kasai en Katanga met de Congolese centrale regering.

### Na de gebeurtenissen in Kasai
In oktober 1962 keerde Zuid-Kasai terug naar de Republiek Congo. De Staat Katanga bleef weerstand bieden tegen de centrale regering tot ook zij instortte in januari 1963 nadat VN-troepen onder Thant een agressievere houding begonnen aan te nemen. Als compromis was Zuid-Kasai een van de 21 provincies die formeel werden opgericht door de federalistische grondwet van 1964. Terwijl het regime van Mobutu vanaf 1965 een centralistische herstructurering van de Congolese staat lanceerde, was Zuid-Kasai een van de weinige provincies die behouden bleven. De provincie werd later herstructureerd om nieuw grondgebied in de districten Kabinda en Sankuru District op te nemen en werd omgedoopt tot Oost-Kasai (Kasaï-Oriental).
Het merendeel van de soldaten van Zuid-Kasai werd geïntegreerd in het ANC na de ontbinding van de staat, maar bijna 2.000 loyalisten doken onder in afwachting van een mogelijke herstel van Kalonji. De rebellen stonden onder leiding van Generaal Mwanzambala en vochten een guerrillaoorlog tegen de nieuwe provinciale regering tot 1963, toen ook zij integratie in het ANC accepteerden. Kort na het einde van de afscheiding werd de stad Bakwanga hernoemd tot Mbuji-Mayi naar de lokale rivier in een poging om een verzoening binnen de Luba-etniciteit aan te duiden. Desondanks duurde het geweld tussen Luba-facties voort tot 1964, en een politieke oplossing werd pas in 1965 bereikt met de verkiezing van J. Mukamba als Provinciaal President van Zuid-Kasai.

### Einde van de Congocrisis
In 1965 lanceerde Mobutu een tweede staatsgreep tegen de centrale regering en nam persoonlijke noodbevoegdheden aan. Eenmaal gevestigd als de enige bron van politieke macht, consolideerde Mobutu geleidelijk zijn controle in Congo. Het aantal provincies werd verminderd en hun autonomie ingeperkt, wat resulteerde in een sterk gecentraliseerde staat. Mobutu plaatste steeds meer van zijn aanhangers op belangrijke posities. In 1967 richtte hij, om zijn legitimiteit te illustreren, een partij op, de Popular Movement of the Revolution (MPR), die tot 1990 de enige wettelijke politieke partij van het land was onder Mobutu's herziene grondwet. In 1971 werd de staat hernoemd tot Zaïre en werden er inspanningen geleverd om alle koloniale invloeden te verwijderen. Hij nationaliseerde ook de overgebleven buitenlandse economische bezittingen in het land. Na verloop van tijd werd Zaïre steeds meer gekenmerkt door wijdverbreid kronisme, corruptie en economisch wanbeheer. De ontevredenheid over het regime in Kasaï-Oriental was bijzonder groot.
De kwesties van federalisme, etniciteit in de politiek en staatscentralisatie werden niet opgelost door de crisis en droegen deels bij aan een afname van steun voor het concept van de staat onder Congolese mensen. Mobutu was sterk voorstander van centralisatie en een van zijn eerste daden, in 1965, was om provincies te herenigen en veel van hun onafhankelijke wetgevende bevoegdheden af te schaffen. Het daaropvolgende verlies van vertrouwen in de centrale overheid is een van de redenen waarom Congo is bestempeld als een failed state, en heeft bijgedragen aan geweld door facties die pleiten voor etnisch en gelokaliseerd federalisme.

### Boeken
- Dictionary of African Biography. Oxford University Press USA, New York (2012). ISBN 978-0-19-538207-5. Gearchiveerd op 26 december 2024.
- Boulden, Jane (2001). Peace Enforcement: The United Nations Experience in Congo, Somalia, and Bosnia, 1st. Greenwood Publishing Group, Westport, Conn.. ISBN 0-275-96906-1.
- Bring, Ove (2011). Hammarskjöld's approach to the United Nations and international law. Instituto de estudios internacionales, Chile.
- French, Howard W. (2007). A Continent for the Taking: The Tragedy and Hope of Africa, reprint. Knopf Doubleday Publishing Group. ISBN 9780307424303. Gearchiveerd op 14 mei 2023.
- Freund, Bill (1998). The Making of Contemporary Africa: The Development of African Society since 1800, 2nd. Palgrave-Macmillan, Basingstoke. ISBN 978-0-333-69872-3.
- Gondola, Charles Didier (2002). The History of Congo. Greenwood, Wesport (Conn.). ISBN 0-313-31696-1.
- Haskin, Jeanne M. (2005). The Tragic State of the Congo: From Decolonization to Dictatorship. Algora Publishing, New York. ISBN 0-87586-416-3.
- Hoskyns, Catherine (1965). The Congo Since Independence: January 1960 – December 1961. Oxford University Press, London.
- Janzen, Eileen R. (2013). Growing to One World: The Life of J. King Gordon. McGill-Queen's Press. ISBN 9780773589629. Gearchiveerd op 10 mei 2023.
- Kanza, Thomas R. (1994). The Rise and Fall of Patrice Lumumba: Conflict in the Congo, expanded. Schenkman Books, Inc., Rochester, Vermont. ISBN 0-87073-901-8.
- Nugent, Paul (2004). Africa since Independence: A Comparative History. Palgrave-MacMillan, New York. ISBN 978-0-333-68273-9.
- Nzongola-Ntalaja, Georges (2007). The Congo, From Leopold to Kabila: A People's History, 3rd. Palgrave, New York. ISBN 978-1-84277-053-5.
- O'Ballance, Edgar (1999). The Congo-Zaire Experience, 1960–98, illustrated. Springer, London. ISBN 9780230286481.
- Olivier, Lanotte, Chronology of the Democratic Republic of Congo/Zaire (1960-1997). Online Encyclopedia of Mass Violence (6 april 2010). Gearchiveerd op 4 september 2017. Geraadpleegd op 29 april 2017.
- (fr) Kasaï-Oriental: Un nœud gordien dans l'espace congolais. Musée royal de l’Afrique centrale, Tervuren (2014). ISBN 978-9-4916-1524-5. Gearchiveerd op 11 augustus 2024.
- Othen, Christopher (2015). Katanga 1960–63: Mercenaries, Spies and the African Nation that Waged War on the World, illustrated. The History Press. ISBN 9780750965804. Gearchiveerd op 13 november 2024.
- Packham, Eric S. (1996). Freedom and Anarchy. Nova Science Publishers, New York. ISBN 1-56072-232-0.
- Pakenham, Thomas (1992). The Scramble for Africa: the White Man's Conquest of the Dark Continent from 1876 to 1912, 13th. Abacus, London. ISBN 978-0-349-10449-2.
- Pandey, Gyanendra, Geschiere, Peter (2003). The Forging of Nationhood. Manohar. ISBN 9788173044250. Gearchiveerd op 18 april 2023.
- Passemiers, Lazlo (2019). Decolonisation and Regional Geopolitics : South Africa and the 'Congo Crisis', 1960–1965, online. Routledge, London. ISBN 9781351138161.
- Simmonds, R. (2012). Legal problems arising from the United Nations military operations in the Congo, illustrated. Springer. ISBN 9789401192675.
- Stapleton, Timothy J. (2017). A History of Genocide in Africa. ABC-CLIO. ISBN 9781440830525. Gearchiveerd op 11 december 2024.
- Turner, Thomas (2007). The Congo Wars: Conflict, Myth, and Reality, 2nd. Zed Books, London. ISBN 978-1-84277-688-9.
- UN-CHS (1991). The Management of Secondary Cities in Sub-Saharan Africa: Traditional and Modern Institutional Arrangements. United Nations Centre for Human Settlements (Habitat), Nairobi. ISBN 978-92-1-131160-0.
- Willame, Jean-Claude (1972). Patrimonialism and Political Change in the Congo. Stanford University Press, Stanford. ISBN 0-8047-0793-6.
- Williams, Susan (2021). White Malice : The CIA and the Covert Recolonization of Africa. PublicAffairs, New York. ISBN 978-1-5417-6829-1.
- Young, M. Crawford (1965). Politics in the Congo: Decolonization and Independence. Princeton University Press, Princeton.
- Zeilig, Leo (2008). Lumumba: Africa's Lost Leader. Haus Publishing, London. ISBN 978-1-905791-02-6.

### Academische Publicaties
- Dufresne, André (January 2011). Les Timbres-poste du Sud-Kasaï. Philatélie Québec (292): 25–31.  Gearchiveerd van origineel op 15 augustus 2011.
- Lowenstein, Frank W. (1962). An Epidemic of Kwashiorkor in the South Kasai, Congo. Bulletin of the World Health Organization 27 (6): 751–758. PMID 20604126. PMC 2555843.  Gearchiveerd van origineel op January 27, 2005.
- (fr)  (1961). Onze mois de crise politique au Congo. Courrier Hebdomadaire du CRISP 120 (30): 1–24 (Centre de recherche et d'information socio-politiques). DOI: 10.3917/cris.120.0001.
- (fr) Rubbens, A. (1961). La décolonisation du droit et de l'organisation judiciaire dans la République du Congo. Bulletins des Séances 7 (6): 798–808.

### Nieuwsbronnen
- "Mukenge Announces Kasai Government", Belgian Congo Home Service, 17 June 1960, p. I1. Via Daily Report: Foreign Radio Broadcasts (1960).
- Mopipi, Jacky, "Que sont-ils devenus?: Albert Kalonji-Ditunga dit Mulopwe", 15 March 2010. Gearchiveerd op 4 september 2017. Geraadpleegd op 12 november 2014.
- EISA, DRC: Background to the 1965 election. Electoral Institute for Sustainable Democracy in Africa (EISA). Gearchiveerd op 25 July 2014. Geraadpleegd op 8 July 2014.
- Ngapi, Rich, "Congo-Kinshasa: Le 8 août 1960, Albert Kalonji proclame l'autonomie du Sud-Kasaï", 15 August 2008. Geraadpleegd op 25 november 2014.
- Snee, Charles, The stamps of short-lived South Kasai, spreadsheet stamp images: Inside Linn's. Linn's Stamp News (15 september 2017). Geraadpleegd op 28 december 2017.
- Hofmann, Paul, "'Civil War' in South Kasai Reported by U.N. in Congo", 3 november 1960, pp. 1, 8.
- Halberstam, David, "Rich Diamond Mines at Stake In Congo-South Kasai Struggle : Secession Continues Despite Arrest of State's Leader by Central Regime– Negotiations on Status in Progress", 19 February 1962a, p. 2.
- Garrison, Lloyd, "Kalonji, 'King' of South Kasai, Out of Congo Jail", 9 September 1962b, p. 22.